# Hikaru Nakamura
Hikaru Nakamura, właśc. Christopher Hikaru Nakamura (ur. 9 grudnia 1987 w Hirakacie) – amerykański szachista pochodzenia japońskiego, arcymistrz od 2003 roku.

## Kariera szachowa
Urodził się w Japonii, w 1987 jego rodzina przeniosła się do Stanów Zjednoczonych. W 2001 zwyciężył w turnieju juniorów w Tulsie oraz zdobył w Oropesa del Mar tytuł wicemistrza świata juniorów do lat 14. W 2002 podzielił I miejsce (m.in. przed Bartłomiejem Macieją i Bartoszem Soćko) na Bermudach. W 2003 podzielił I miejsce w otwartym turnieju rozegranym w Foxwoods Casino oraz został najmłodszym amerykańskim szachistą, któremu przyznano tytuł arcymistrza, bijąc tym samym rekord Bobby’ego Fischera (w 2007 rekord ten został pobity przez Fabiana Caruanę). W 2004 awansował do IV rundy (1/16 finału) mistrzostw świata w Trypolisie, rozgrywanych systemem pucharowym. W tym samym roku zajął również I miejsce w turnieju open w Juan Dolio oraz pokonał 4½ – 1½ Siergieja Karjakina w meczu rozegranym w Meksyku. W bardzo udanym 2005 zdobył tytuł mistrza Stanów Zjednoczonych, zwyciężył w turnieju Foxwoods Open, podzielił I miejsce w turnieju World Open w Filadelfii oraz zajął II miejsce w turnieju młodych mistrzów w Lozannie (w finale ulegając Andriejowi Wołokitinowi). W 2006 zwyciężył w turnieju North American Open w Las Vegas. W 2007 podzielił II miejsce (za Władimirem Akopianem) w silnie obsadzonym turnieju open w Gibraltarze oraz triumfował w Barcelonie. W 2008 zwyciężył w kolejnej edycji turnieju Gibtelecom Masters w Gibraltarze, w dogrywce pokonując Bu Xiangzhi, jak również w turnieju szachów szybkich w Cap d'Agde (po finałowym zwycięstwie nad Wasilijem Iwanczukiem). W 2009 po raz drugi w karierze zdobył tytuł mistrza Stanów Zjednoczonych, podzielił również I m. w turnieju World Open w Filadelfii (wspólnie z Jewgienijem Najerem) oraz w turnieju Donostia-San Sebastián Chess Festival San Sebastián (wspólnie z Rusłanem Ponomariowem). W 2011 odniósł jeden z największych sukcesów w karierze, samodzielnie zwyciężając (m.in. przed mistrzem świata Viswanathanem Anandem, Magnusem Carlsenem i Lewonem Aronjanem) w turnieju Tata Steel Chess w Wijk aan Zee. W 2012 zdobył trzeci w karierze tytuł mistrza Stanów Zjednoczonych oraz zwyciężył w Hoogeveen. W 2013 zwyciężył w turnieju London Chess Classic 2013 w Londynie. W 2015 samodzielnie zwyciężył w Gibraltarze oraz zdobył czwarty w karierze tytuł indywidualnego mistrza Stanów Zjednoczonych.
W 2022 zwyciężył w FIDE Grand Prix 2022, zdobywając 23 pkt. nad drugim Richárdem Rapportem.
30 października 2022 zdobył tytuł Mistrza Świata w szachach Fischera wygrywając w finale z Janem Niepomniaszczijm.
Wielokrotnie reprezentował Stany Zjednoczone w turniejach drużynowych, m.in.:
- pięciokrotnie na olimpiadach szachowych (w latach 2006, 2008, 2010, 2012, 2014); dwukrotny medalista: wspólnie z drużyną – dwukrotnie brązowy (2006, 2008)[19],
- dwukrotnie na drużynowych mistrzostwach świata (w latach 2010, 2013); trzykrotny medalista: wspólnie z drużyną – srebrny (2010) oraz indywidualnie – złoty (2010 – na I szachownicy) i srebrny (2013 – na I szachownicy)[20].

Najwyższy ranking w dotychczasowej karierze osiągnął 1 października 2015, z wynikiem 2816 punktów zajmował wówczas 2. miejsce (za Magnusem Carlsenem) na światowej liście FIDE.
W listopadzie 2023 arcymistrz Władimir Kramnik zarzucił Nakamurze oszukiwanie w grach online na portalu Chess.com. W odpowiedzi administracja platformy po przeanalizowaniu blisko 2000 gier Nakamury wystosowała oświadczenie, w którym stwierdzono brak dowodów na oszustwa z jego strony.
W kwietniu 2024 zajął drugie miejsce w turnieju pretendentów 2024 (0,5 punktu za Gukeshem D).